# Фране Ковачић
Фране Ковачић (Хвар, 16. април 1907 — Росарио, 15. мај 1979) био је југословенски фудбалер.

## Биографија
Крајем Првог светског рата са родитељима се преселио у Сплит, где је започео да игра фудбал под надзором Луке Калитерне, легендарног голмана Хајдука. У дресу сплитских „билих” играо је на само једном сусрету, 1. новембра 1924. против сплитског Борца (11:1) у утакмици за првенство сплитског фудбалског подсавеза.
Међутим, његовој породици је образовање било у првом плану, па је врло брзо, већ 1925. године, напустио Сплит и отишао на студије у Загреб.
Наставио је да игра фудбал, прво у загребачком Грађанском, да би 1926. постао члан ХАШК-а, у чијем дресу је пружио и најбоље партије у каријери. Играо је на позицији левог бека.
За репрезентацију Југославије одиграо је пет утакмица.  Дебитовао је 29. маја 1932. у пријатељској утакмици против Пољске (резултат 0:3) у Загребу, док је последњи пут у дресу националног тима наступио 7. јуна 1933. у Букурешту против Бугарске у утакмици за Балкански куп (резултат 4:0).
Током 1936. године напустио је загребачке „академичаре“ и отишао код брата у Аргентину, где је провео остатак живота. Једно време је наступао за аргентинске фудбалске клубове Атлетико Колон и Унион де Санта Фе.
Преминуо је 15. маја 1979. године у Росарију, где је и сахрањен.

## Наступи за репрезентацију Југославије
| #  | Датум         | Место    | Противник | Резултат | Гол | Такмичење            |
| -- | ------------- | -------- | --------- | -------- | --- | -------------------- |
| 1. | 29. мај 1932. | Загреб   | Пољска    | 0:3      | 0   | Пријатељска утакмица |
| 2. | 26. јун 1932. | Београд  | Грчка     | 7:1      | 0   | Балкански куп        |
| 3. | 30. јун 1932. | Београд  | Бугарска  | 2:3      | 0   | Балкански куп        |
| 4. | 3. јул 1932.  | Београд  | Румунија  | 3:1      | 0   | Балкански куп        |
| 5. | 7. јун 1933.  | Букурешт | Бугарска  | 4:0      | 0   | Балкански куп        |